# ارس، نخجوان
ارس، نخجوان (به لاتین: Araz) یک منطقهٔ مسکونی در جمهوری آذربایجان است که در جمهوری خودمختار نخجوان واقع شده‌است. ارس ۲۴۶ نفر جمعیت دارد.